# Bongo Flava
Bongo Flava es un apodo para el hip hop tanzano. 
El nombre proviene del vocablo kiswahili ubongo, que significa cerebros. Bongo es el término utilizado como seudónimo de Dar es-Salam, refiriéndose al cerebro que uno supuestamente necesita para sobrevivir allí. 
Bongo Flava se compone de melodías afrobeat y arabescas, ritmos dancehall y hip hop, letras suajili con frases en inglés, combinando aspectos de la escena hip hop global con un sabor del este de África para formar un estilo musical único.
El género tiene una inmensa popularidad, reflejada en los medios tanzanos entregados a la promoción de Bongo Flava. "Los programas de TV y radio están entregados al Bong Flava, lo cual se refleja también en las cifras de ventas de algunos álbumes de hip hop".
Fuera de su hogar histórico en Tanzania, Bongo Flava se ha vuelto un sonido rotundamente popular en países vecinos como Kenia, que tiene una escena hip hop comparativamente mejor. Bongo Flava ha sido acogida fuera del continente africano: la autoproclamada "mejor estación de radio por Internet de Bongo Flava", Bongo Radio, se da la casualidad de que tiene su sede en Chicago.
Aunque también ha sido un éxito en Estados Unidos, su sonido se mantiene particularmente único. El Bongo Flava "se monta sus propias reglas y esta gente no necesita copiar a sus hermanos en América, tienen claro quien son y que sonido están haciendo". El sonido “tiene sus raíces en el rap, R&B y hip hop provenientes de América pero desde el principio estos estilos han sido separados y reunidos de nuevo por manos africanas”.

## Exponentes notables
Un pionero del hip hop tanzano es Mr. II (también conocido como Sugu o 2-Proud), quien publicó el primer hit single de Bongo Flava, Ni Mimi en 1995. La primera agrupación tanzana de hip hop, Kwanza Unit, inició su carrera en 1993. Otros exponentes notables incluyen a Ali Kiba, Juma Nature, Lady Jaydee, Shilole y Mzungu Kichaa.